# Flufenazină
Flufenazina este un antipsihotic tipic derivat de fenotiazină, fiind utilizat în tratamentul schizofreniei și psihozelor, și pare să fie comparabil la eficacitate cu clorpromazina. Căile de administrare disponibile sunt orală și intramusculară (forme depot).
Molecula a început să fie utilizată medical începând cu anul 1959. Forma injectabilă se află pe lista medicamentelor esențiale ale Organizației Mondiale a Sănătății. Este disponibil sub formă de medicament generic. 